# Middelfart Sogn

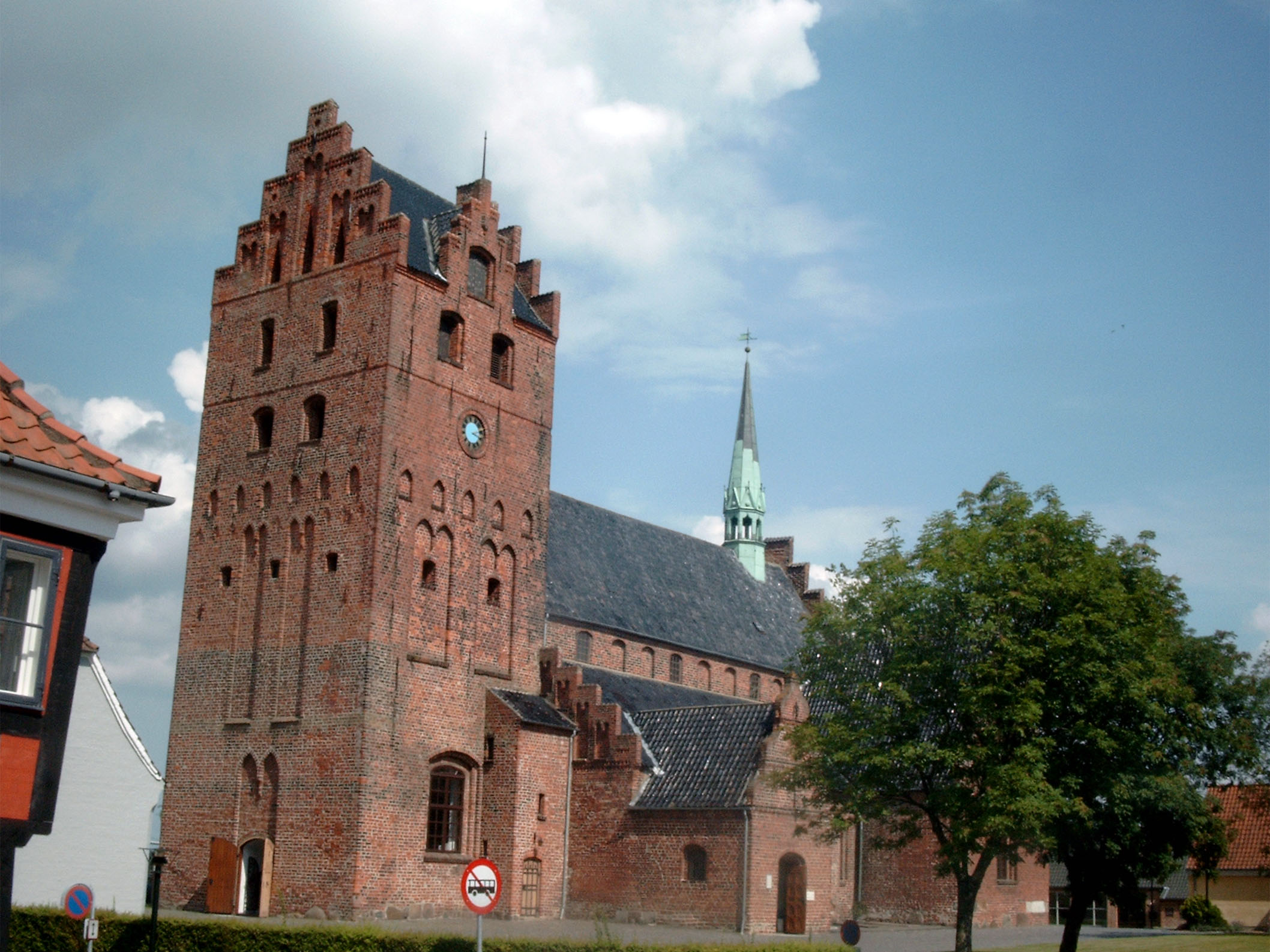
Sankt Nicolai Kirke

Middelfart Sogn ist eine Kirchspielsgemeinde (dän.: Sogn) in der Stadt Middelfart am Ufer des Snævringen im südlichen Dänemark. Bis 1970 gehörte sie zur Harde Vends Herred im damaligen Odense Amt, danach zur Middelfart Kommune im
Fyns Amt, die im Zuge der  Kommunalreform zum 1. Januar 2007 in der
„neuen“
Middelfart Kommune in der Region Syddanmark aufgegangen ist.
Von den 16.546 der Stadt Middelfart leben 13.134 im gleichnamigen Kirchspiel (Stand:1. Januar 2023). Im Kirchspiel liegt die Kirche „Sankt Nicolai Kirke“, auch bekannt als „Middelfart Kirke“.
Nachbargemeinden sind im Nordosten Vejlby Sogn und im Südosten Kauslunde Sogn.